# Músculo glúteo medio
El músculo glúteo medio ([TA]: musculus gluteus medius) es un músculo que se encuentra en la región glútea es un músculo ancho y grueso ubicado en la superficie exterior de la pelvis. Tiene fibras anteriores, medias y posteriores, es curvo y tiene forma de abanico y se estrecha en un fuerte tendón.
Su función principal es la abducción de la cadera, pero también realiza tanto rotación interna como externa de la misma y flexión y extensión dependiendo de si actúan sus fibras anteriores o posteriores.
Lo inerva el nervio glúteo superior, rama del plexo sacro y lo vasculariza una rama de la arteria glútea superior.

## Origen e inserción

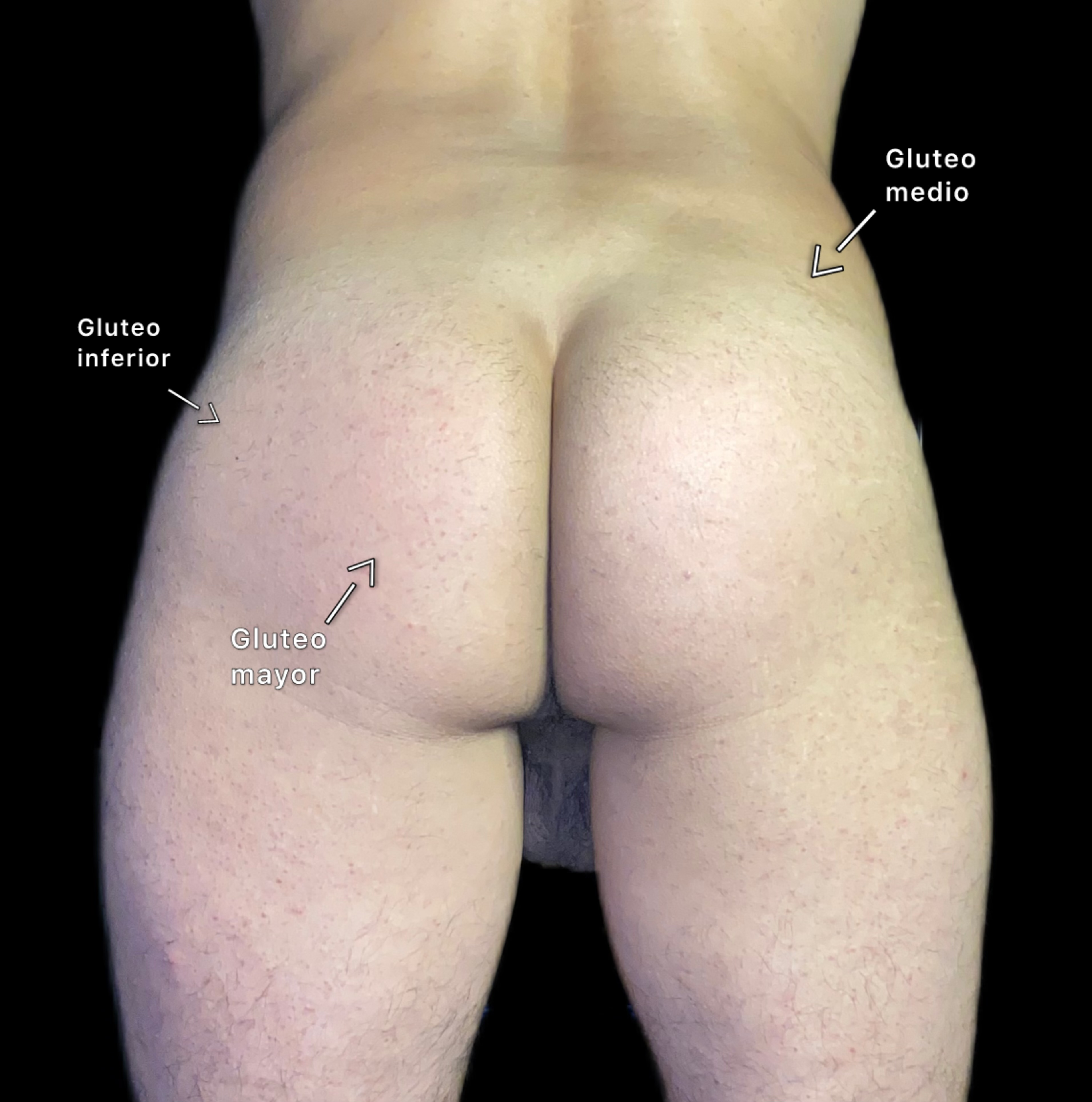
Segmentación del glúteo en vista superficial

Se origina en el borde externo de la cresta ilíaca, espina ilíaca anterior superior, fosa ilíaca externa y aponeurosis glútea; y se inserta por debajo en la cara externa del trocánter mayor. Se encuentra inferior al músculo glúteo mayor y superior al músculo glúteo menor.

## Función
Su función es abductor y rotatorio del fémur. Abduce la articulación de la cadera a la vez que las fibras anteriores contribuyen la flexión y rotación interna de la cadera y las fibras posteriores contribuyen a la extensión y rotación externa de la cadera. Es responsable de evitar que el lado opuesto de la pelvis “caiga” durante la marcha, lo que se conoce comúnmente como marcha de Trendelenburg, y además desempeña un papel importante en la estabilización frontal de la pelvis durante la marcha y otras actividades funcionales.
Junto con el músculo glúteo menor, en el Homo sapiens ayudan al bipedismo equilibrando el tronco en cada paso. En otros homínidos, como el chimpancé o gorila, ambos músculos tienen una función de extensor, igual que el músculo glúteo mayor.

## Patologías relacionadas[3]
Marcha de Trendelenburg:
Se trata de una caída contralateral de la pelvis y una inclinación homolateral del tronco durante la marcha, que ocurre debido a que el glúteo medio durante el apoyo monopodal no produce la suficiente potencia en el momento de abducción interna de la cadera para equilibrar la aducción externa que se produce cuando el peso del cuerpo se encuentra apoyado en una sola pierna. Para compensar el desequilibrio se inclina el tronco hacia el lado lesionado.
Síndrome de Dolor Rotuliano Femoral (PFPS):
Lesión por sobreuso caracterizada por dolor en la parte anterior de la rodilla, con frecuencia agravada por la realización de actividades como subir escaleras, agacharse o sentarse, durante un período prolongado de tiempo. La inhibición o disfunción del glúteo medio puede contribuir a la reducción del control motor de la cadera, permitiendo que se produzca una mayor aducción y/o rotación interna del fémur. Esto produce un mayor vector valgo en la rodilla, incrementando las fuerzas dirigidas lateralmente que actúan sobre la rótula y contribuyen al desplazamiento lateral de la misma.
Lesiones en el Ligamento Cruzado Anterior (ACL) y Otras Lesiones de la Rodilla:
Una rotación excesiva del fémur durante una caída es un potencial mecanismo de lesión para el ACL. Por lo tanto, los atletas que tienen un alto nivel de control y fuerza del glúteo medio pueden ser capaces de contrarrestar movimientos no deseados de rotación y aducción durante las caídas.
Lesiones en la Articulación del Tobillo:
La falta de fuerza en los abductores de la cadera puede no permitir que un individuo comience a tiempo con el movimiento de cadera necesario para contrarrestar una súbita perturbación lateral externa. Por lo tanto, el rol del glúteo medio para la prevención de las lesiones en la articulación del tobillo es importante. Sujetos que exhiben una hipermovilidad de la articulación del tobillo también presentaban una reducción de la latencia del glúteo medio. Por lo tanto, parece probable que la pérdida de fuerza así como la incapacidad para reclutar rápidamente las fibras del glúteo medio pueden incrementar el riesgo de lesión en la articulación de la rodilla.